# 88 Basie Street
88 Basie Street is een studio-album van Count Basie uit 1983.

## Nummers
Alle muziek en teksten zijn geschreven door Sammy Nestico, tenzij anders vermeld. 
| Nr. | Titel                            | Duur  |
| --- | -------------------------------- | ----- |
| 1.  | Bluesville                       | 6:53  |
| 2.  | 88 Basie Street                  | 4:50  |
| 3.  | Contractor's Blues (Count Basie) | 7:53  |
| 4.  | The Blues Machine                | 6:33  |
| 5.  | Katy                             | 2:35  |
| 6.  | Sunday at the Savoy (Basie)      | 12:32 |

## Muzikanten
- Count Basie – piano
- Sonny Cohn - trompet
- Dale Carley
- Jim Crawford
- Bob Summers
- Frank Szabo
- Bill Hughes - trombone
- Grover Mitchell
- Dennis Wilson
- Mitchell "Booty" Wood
- Danny Turner - alt saxofoon
- Chris Woods
- Eric Dixon - tenor saxofoon
- Eric Schneider
- Johnny Williams - baritone saxofoon
- Joe Pass - Gitaar
- Cleveland Eaton - Contrabas
- Dennis Mackrel - Drumstel
- Sammy Nestico – Arrangement, dirigent